# Рибальта, Хосе
Хосе Рибальта (исп. José Ribalta, р. 31 марта 1963, Родриго, Куба) — американский боксёр-профессионал кубинского происхождения, выступавший в тяжёлой весовой категории. Прославился конкурентными боями со звёздами профессионального бокса 1980—1990 годов.

## Ранние годы
Семья Рибальты сбежала с Кубы в 1970-е гг. и обосновалась в Майами, по месту нахождения крупнейшей кубинской диаспоры вне Кубы (впоследствии, после боя с Тайсоном, Хосе стал супергероем локального масштаба для американцев кубинского происхождения). Оба его старших брата (всех троих зовут Хосе), также занимались боксом. Старший брат (первым перебравшийся в Штаты) выступал в средних весовых категориях, провёл три профессиональных поединка в США. Средний из троих братьев занимался боксом на Кубе, где трижды встречался на любительском ринге с Теофило Стивенсоном и трижды ему проигрывал, а также с югославским боксёром Азизом Салиху. Младший Хосе начал заниматься боксом в США в середине 1970-х гг. и кубинской школы не прошёл, но стал самым известным из всей своей семьи.

## Любительская карьера
В 1975 году, в возрасте 12 лет, в Мур-Парке в Майами Хосе встретил своего будущего тренера Дэйва Кларка из клуба Duran Boxing Corp., который привёл его к достижениям на любительском ринге. По свидетельству Кларка, Хосе уже тогда выделялся своим ростом, но был довольно худощавым для своего роста и вплоть до перехода в профессионалы боксировал большей частью в полутяжёлой весовой категории (до 178 фунтов). Под руководством Кларка, в 1979, 1980 и 1981 годах Рибальта выиграл турнир «Золотые перчатки штата Флорида», а также региональный чемпионат Ассоциации любительского бокса США, и отправлялся на национальные соревнования «Золотые перчатки США» 1981 года, где победил четверых соперников и добрался до финала, где встретился с действующим чемпионом среди любителей, чикагским боксёром Джонни Уильямсом, который довольно легко разделался с ним. К 1982 году, Рибальта был полутяжеловесом № 2 в стране (после вышеупомянутого Уильямса) и имел шансы попасть в национальную сборную США для участия в предстоящих международных соревнованиях и Олимпиаде-1984, но для поддержки своей большой семьи он перешёл в профессионалы и через три года уже был в первой десятке рейтинга WBC.

## Профессиональная карьера

### 1980-е годы
Дебютировал весьма успешно в 1982 году в бою с Джей Си Ричардсоном, которого нокаутировал в 1-м раунде. Выиграл первые 10 боёв. В 1983 году встретился с Рикардо Ричардсоном. Ричардсон победил техническим нокаутом в 7-м раунде. Затем Рибальта выиграл ещё 7 боёв.
Продвигаясь в списках профессионального боксёрского рейтинга, Рибальта зарабатывал на жизнь работой спарринг-партнёром для чемпиона по версии WBC Тревора Бербика и претендента на титул Герри Куни.
В 1984 году Рибальта свёл в ничью бой Сесилом Кофи.
В июле 1985 году состоялся первый его поединок на профессиональном ринге, транслировавшийся по телевидению, Рибальта встретился с Джеймсом «Костоломом» Смитом, был отправлен градом ударов в тяжёлый нокдаун в первом раунде, но его спас гонг и Рибальта сумел выровнять ход поединка в последующих раундах. В близком бою, Смит навязал ему свою типичную тактику боя в обнимку: Рибальта принял вызов и заключительная часть боя прошла в клинче, боксёры обменивались размашистыми правыми по затылку друг друга, одновременно удерживая оппонента левой за талию. В итоге победу раздельным решением судей присудили Смиту. Публика в зале громко возмущалась решением судей, Хосе посчитал, что его «ограбили».
В сентябре 1985 года Рибальта встретился с Марвисом Фрейзером. Накануне боя скончался отец Хосе. Рибальта успешно отбивался от Фрейзера первые пять раундов, но усталость дала знать о себе после пятого раунда и оставшиеся пять раундов Фрейзер непрерывно засыпал Хосе ударами. В близком бою убедительную победу решением большинства судей одержал Фрейзер. Рибальта временно исчез с экранов. Хосе сильно переживал по поводу кончины отца и своего последнего поражения, и следующие четыре боя «разогревался» перед боем так, будто уже отбоксировал четыре раунда в раздевалке, работая на лапах со своим тренером. В результате четверых последующих соперников он победил нокаутом. К этому времени менеджером Рибальты стал Луи де Куба, который смог обеспечить ему достойных соперников.
В мае 1986 года, был отправлен в нокдаун Дэвидом Джако, но сумел переломить ход боя и победил нокаутом в 5 раунде.
В августе 1986 года Рибальта встретился с Майком Тайсоном в поединке, транслировавшемся каналом HBO по предоплате. На момент боя с Тайсоном, Хосе занимал 10-ю строку в рейтинге WBC. Готовясь к бою, Рибальта ориентировался на опыт Митча Грина и Джеймса Тиллиса, которые имели схожую с ним комплекцию и стиль бокса, и смогли отбоксировать все 10 раундов против Тайсона. Рибальта был в отличной физической форме, очевидно лучшей форме в его карьере, и смог дотянуть до 10 раунда в условиях августовской жары. Тайсон в бою трижды отправлял соперника на настил ринга и в итоге победил техническим нокаутом в 10-м раунде ввиду остановки боя рефери Руди Баттлом после очередной серии ударов Тайсона по прижатому к канатам Рибальте. Обозреватель Ларри Мерчант, который присутствовал в первом ряду, посчитал решение рефери остановить бой преждевременным, по его мнению Рибальта, выдержав непрекращающиеся атаки Тайсона в течение предыдущих девяти раундов, мог выстоять до финального гонга. Публика в зале была настолько восхищена его стойкостью, что дружно скандировала «Хосе! Хосе!» (до этого такую поддержку зала в бою против Тайсона смог заслужить только Тиллис).
В 1987 году Рибальта победил Леона Спинкса, трижды отправив его в нокдаун в первом раунде, затем победил Марка Янга, Стива Зоуски.
В 1989 году Рибальта победил Джеффа  Симса.

### 1990-е годы
В 1990 году Рибальта встретился с Тимом Уизерспумом. В близком бою победу решением большинства судей одержал Уизерспум.
В январе 1991 года Рибальта встретился с Брюсом Селдоном. Рибальта умудрился отправить Селдона в нокдаун на первой секунде боя первым же попаданием справа. На счёт «шесть» Селдон вскачил и начал прыгать, показывая, что всё впорядке. После этого он сразу набросился на Рибальту, проводя мощные серии ударов. В 3-м раунде Селдон отправил Рибальту в нокдаун. Рибальта поднялся. Селдон кинулся его добивать, Рибальта устоял до конца раунда. Рибальта не вышел на 4-й раунд. Селдон победил техническим нокаутом в 3-м раунде.
В январе 1991 года Рибальта встретился с Пьером Кутзером. Кутзер победил единогласным решением судей.
В апреле 1992 году проиграл нокаутом во 2-м раунде Фрэнку Бруно. В октябре 1992 года Рибальта встретился с Майклом Доуксом. В близком бою победу раздельным решением судей одержал Доукс.
В сентябре 1993 года проиграл единогласным решением судей Ларри Холмсу. В декабре 1993 года Рибальта в народном турниру в супертяжёлом весе в заливе в Сент-Луисе, штат Миссисипи,проиграл единогласным решением судей в 3-раундовом бою Тони Таббсу.
В 1994 году проиграл нокаутом во 2-м раунде Джо Хиппу. Затем выиграл 5 боёв.
В 1996 году Рибальта проиграл единогласным решением судей Акселю Шульцу.
В 1997 году Рибальта проиграл техническим нокаутом в 6-м раунде Ларри Дональду.
В 1998 году Рибальта проиграл техническим нокаутом во 2-м раунде Виталию Кличко.
В 1999 году Рибальта проиграл нокаутом в 1-м раунде Доновану Раддоку, после чего покинул профессиональный бокс.